# Cámara web

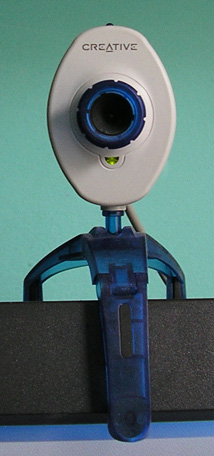
Cámara web sujeta al borde de la pantalla de una computadora portátil.

Una cámara web o cámara de red (del inglés: webcam) es una pequeña cámara digital conectada a una computadora la cual puede capturar imágenes y transmitirlas a través de Internet, ya sea a una página web u otras computadoras de forma privada.
Una cámara web necesita una computadora para transmitir las imágenes. Sin embargo, existen otras cámaras autónomas que únicamente necesitan un punto de acceso a la red informática, bien sea ethernet o inalámbrico. Para diferenciarlas de las cámaras web se las denomina cámaras de red. Ambas son útiles en tareas de seguridad, para videovigilancia

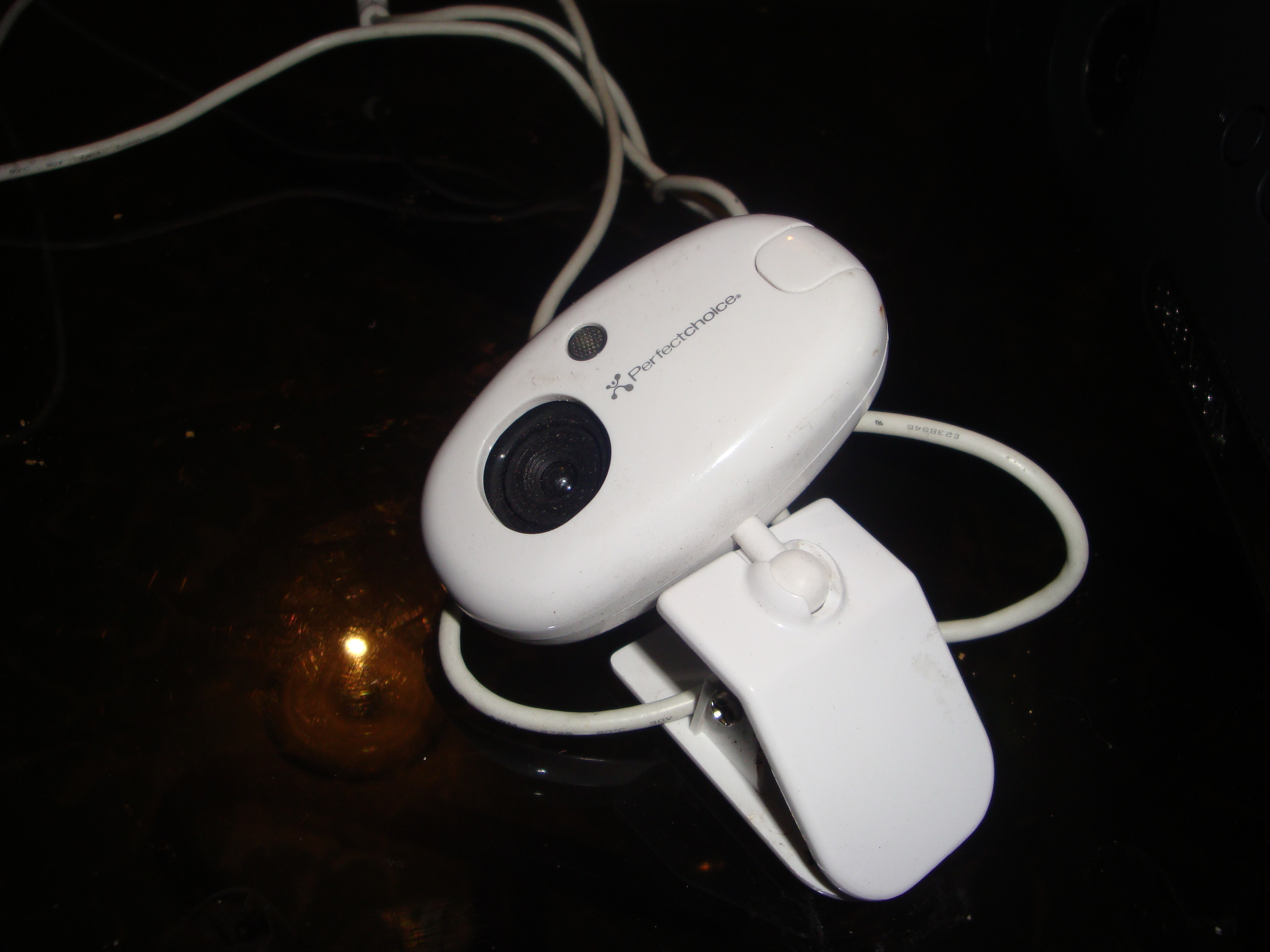
Cámara web.

También son muy utilizadas en mensajería instantánea y chat como en Skype, Line, Hangouts, etc. Por lo general puede transmitir imágenes en vivo, pero también puede capturar imágenes o pequeños videos (dependiendo del programa de la cámara web) puede ser grabado y transmitido por Internet. Dentro de la distinción tradicional de los accesorios de PC, la cámara web es un dispositivo de entrada, ya que por medio de él podemos transmitir imágenes hacia la computadora, y tomarse fotos y editarlas.  
Además del uso cotidiano, es frecuente la aplicación de cámaras web de cierta calidad en diferentes áreas de la investigación científica. Por ejemplo, en la astronomía de aficionado, las cámaras web de cierta calidad pueden ser utilizadas para registrar tomas de satélites lejanos y estrellas. Ciertas modificaciones pueden lograr exposiciones prolongadas que permiten obtener imágenes de objetos tenues de cielo profundo como galaxias, nebulosas, etc. En psicología cognitiva y neuromarketing, se emplean cámaras web modificadas para realizar pruebas de seguimiento ocular.

## Historia
En el Departamento de Informática de la Universidad de Cambridge la cafetera estaba situada en un sótano. Si alguien quería un café tenía que bajar desde su despacho y, si lo había, servirse una taza. Si no lo había, tenía que hacerlo a mano. Las normas decían que el que se termina la cafetera debe rellenarla, pero siempre había listos que no cumplían con las normas.
En 1993 Quentin Stafford-Fraser y Paul Jardetzky, que compartían despacho, hartos de bajar tres plantas y encontrarse la cafetera vacía decidieron pasar al contraataque.
Diseñaron un protocolo cliente-servidor que conectándolo a una cámara, transmitía una imagen de la cafetera a una resolución de 128 x 128 píxeles.
Así, desde la pantalla de su ordenador sabían cuándo era el momento propicio para bajar por un café, y de paso sabían quiénes eran los que se acababan la cafetera y no la volvían a llenar. El protocolo se llamó XCoffee y tras unos meses de depuración se decidieron a comercializarlo. En 1992 salió a la venta la primera cámara web llamada XCam.

## Software
La instalación básica de una cámara web consiste en una cámara digital conectada a una computadora, normalmente a través del puerto USB. Lo que hay que tener en cuenta es que dicha cámara es como el resto de cámaras digitales, y que lo que realmente le da el nombre de "cámara web" es el software que la acompaña.
El software de la cámara web toma un fotograma de la cámara cada cierto tiempo (puede ser una imagen estática cada medio segundo) y la envía a otro punto para ser visualizada. Si lo que se pretende es utilizar esas imágenes para construir un video, de calidad sin saltos de imagen, se necesitará que la cámara web alcance una tasa de unos 15 a 30 fotogramas por segundo.
En los videos destinados a ser subidos en internet o ser enviados a dispositivos móviles, es mejor una cadencia de 14 fotogramas por segundo. De esta manera se consigue ahorrar espacio y aun así seguirá teniendo calidad, aunque podrían ser apreciados ligeros saltos en el movimiento.
Si lo que se quiere es que esas imágenes sean accesibles a través de internet, el software se encargará de transformar cada fotograma en una imagen en formato JPG y enviarlo a un servidor web utilizando el protocolo de transmisión de ficheros (FTP).

## Tecnología
Las cámaras web normalmente están formadas por una lente, un sensor de imagen y la circuitería necesaria para manejarlos.

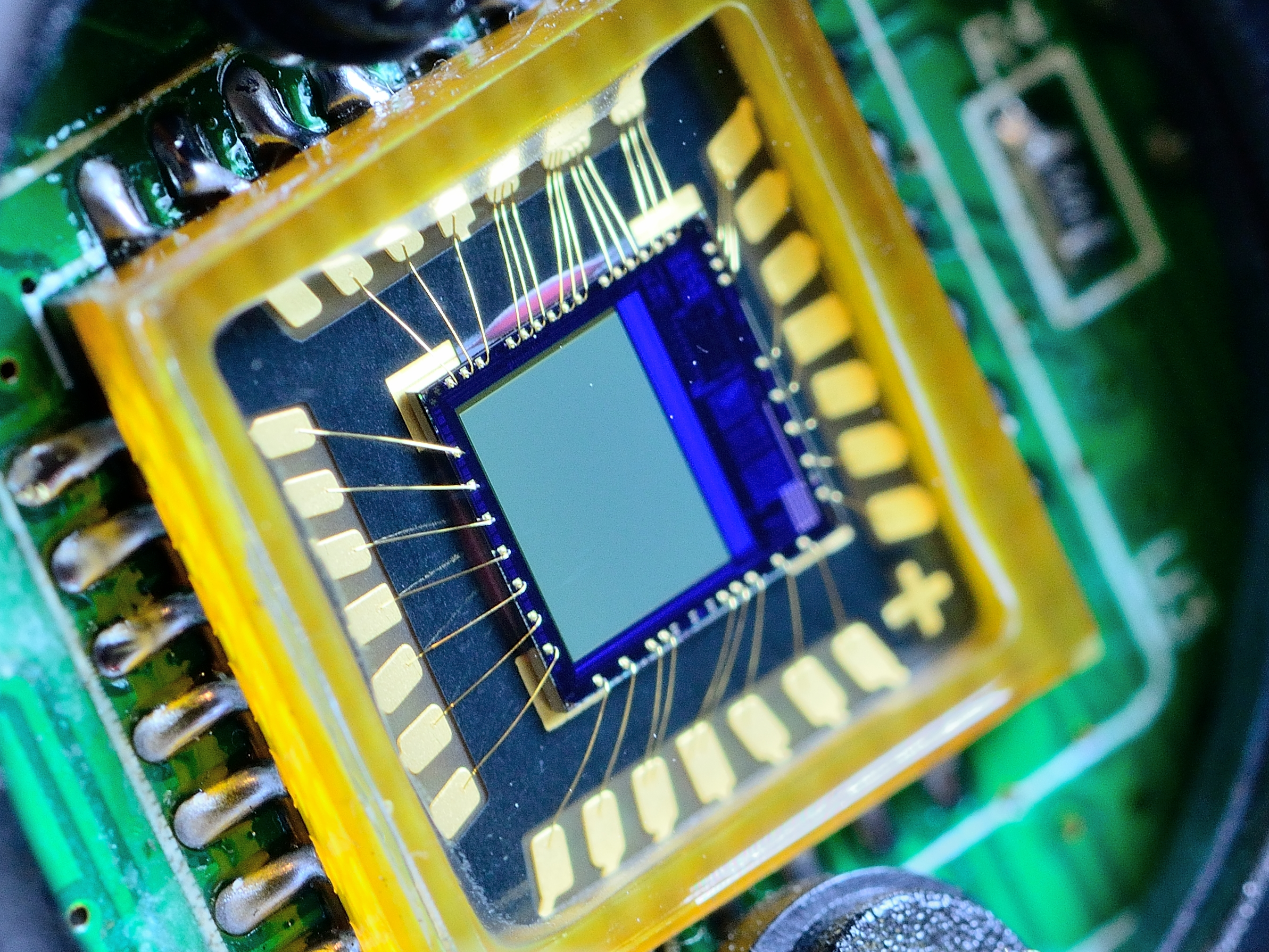
Sensor CCD de una cámara web.

Existen distintos tipos de lentes, siendo las lentes plásticas las más comunes. Los sensores de imagen pueden ser CCD (charge coupled device) o CMOS (complementary metal oxide semiconductor). Este último suele ser el habitual en cámaras de bajo coste, aunque eso no signifique necesariamente que cualquier cámara CCD sea mejor que cualquiera CMOS. Dependiendo de la resolución de las cámaras encontramos los modelos de gama baja, que se sitúan alrededor de 320x240 píxeless. Las cámaras web para usuarios medios suelen ofrecer una resolución VGA (640x480) con una tasa de unos 30 fotogramas por segundo, si bien en la actualidad están ofreciendo resoluciones medias de 1 a 1,3 MP, actualmente las cámaras de gama alta cuentan con 3, 5, 8, 10 y hasta 15 megapíxeles y son de alta definición.
La circuitería electrónica es la encargada de leer la imagen del sensor y transmitirla a la computadora. Algunas cámaras usan un sensor CMOS integrado con la circuitería en un único circuito integrado de silicio para ahorrar espacio y costes. El modo en que funciona el sensor es equivalente al de una cámara digital normal. También pueden captar sonido, con una calidad mucho menor a la normal.

## Características
Las cámaras web son conocidas por su bajo coste de fabricación y su alta flexibilidad, lo que las convierte en la forma de videotelefonía de menor coste. A medida que las cámaras web evolucionaron simultáneamente con las tecnologías de visualización, las velocidades de interfaz de USB y las velocidades de Internet de banda ancha, la resolución aumentó gradualmente de 320×240 a 640×480, y algunas ahora incluso ofrecen 1280×720 (también conocido como 720p) o 1920x1080 (también conocido como 1080p) de resolución.
A pesar del bajo coste de las cámaras web, la resolución ofrecida a partir de 2019 es impresionante. Ahora, las de gama baja ofrecen resoluciones de 720p, las de gama media ofrecen una resolución de 1080p y las de gama alta ofrecen una resolución de 4K a 60 fps.
Todo y eso, las cámaras web se han convertido en una fuente de problemas de seguridad y privacidad, ya que el software espía puede activar algunas cámaras web integradas. Para abordar esta preocupación, muchas cámaras web incorporan una cubierta de lente física.

## Problemas
Mucha gente en el mundo se ha hecho famosa por la difusión de vídeos, cómicos o no, o de emisiones permanentes, que han conseguido mover grandes cantidades económicas, al apelar al voyerismo y al interés de las personas por las vidas de otros.
Una cámara web es un riesgo de seguridad porque alguien con los conocimientos suficientes puede acceder a ella y grabar lo que vea; solamente se debe conectar cuando se necesite.
También es un elemento presente en muchos casos de acicalado de menores, donde estos son obligados a realizar grabaciones de tipo sexual por parte de pederastas bajo la amenaza de difundir imágenes comprometedoras de los menores obtenidas previamente mediante engaños.
Otros problemas derivados de su uso tienen que ver con la privacidad, que puede verse comprometida si se utiliza la cámara para practicar sexteo.
Pese a su mala calidad de imagen, a veces se utiliza como cámara de vigilancia. Ya que esta nos puede ayudar a identificar en algunas ocasiones.

## Efectos en la sociedad moderna
Las cámaras web permiten realizar videollamadas y retransmisiones por Internet a bajo costo y en tiempo real, tanto para fines profesionales como para aficionados. Se utilizan con frecuencia en las citas y los servicios que se ofrecen en línea. Sin embargo, la facilidad de uso de la cámara web a través de Internet para el chat de video también ha causado problemas. Por ejemplo, el sistema de moderación de varios sitios web de video chat como Omegle ha sido criticado por ser ineficaz, con contenido sexual todavía desenfrenado. Así, en un caso de 2013, la transmisión de fotos y videos de desnudos a través de Omegle de una adolescente hacia un maestro de escuela resultó en un cargo de pornografía infantil.
YouTube es un sitio web popular que recoge muchos videos creados con cámaras web. Los sitios web de noticias como la BBC también producen videos profesionales de noticias en vivo utilizando cámaras web en lugar de cámaras tradicionales.
Las cámaras web también pueden fomentar el teletrabajo, lo que permite a las personas trabajar desde casa a través de Internet, en lugar de viajar a la oficina.
La popularidad de las cámaras web entre los adolescentes con acceso a Internet ha suscitado una preocupación por el uso de cámaras web para el ciberacoso. Las grabaciones de cámaras web de adolescentes, incluidos los adolescentes menores de edad, se publican con frecuencia en foros web y tableros de imágenes populares como 4chan.